# Église Saint-Laurent de Monsteroux-Milieu
L'église Saint-Laurent est une église du XIe siècle située sur la commune de Monsteroux-Milieu dans le département de l'Isère en France. Elle est classée aux monuments historiques depuis 1976, de même que les fresques qui ornent son chœur. 

## Localisation
L'église est située au centre du hameau haut de Monsteroux-milieu, le long de la route de Monsteroux actuelle RD46.

## Description

### Architecture
L'église Saint-Laurent est un édifice de petite dimension construit en moellons et galets. La façade comprend une unique porte encadrée par deux colonnes et couverte par un arc plein cintre. Une baie en demi-lune, probablement ajoutée au XVIIe siècle, est située au dessus de la porte. L'église est composée d'une nef unique rectangulaire, éclairée de deux baies dans son mur nord. Lequel mur comprend également une piscine liturgique et est percé d'une porte des morts donnant sur le cimetière paroissial. Le mur sud est ouvert de deux fenêtres plus grandes et plus tardives. Le chœur en abside est orné de fresque et ouvert d'une petite baie étroite. L'arc triomphal repose sur deux colonnes aux chapiteaux sculptés sur lesquels sont peintes deux croix de consécration. Cet arc triomphal sert d'appui à un clocher-peigne à deux baies.

### Décor peint
Un des principaux intérêt de l'église est le décor peint présent sur l'abside du XIIIe siècle. Du coté sud sont représentés des scènes de la vie de Laurent de Rome encadrées par une triple arcature reposant sur des colonnes. La saint est représenté sous l'arcade centrale, tenant à la main le gril, objet de son martyr. Des personnages plus petits peuplent les arcades latérales, avec peut-être à gauche l'empereur Dèce ordonnant l’exécution.
Le motif représenté au nord est plus difficile à interpréter. Le Conservateur du Patrimoine Alain de Montjoye propose d'y voir une représentation de saint Jocond (évêque d'Aoste au VIe siècle) en s'appuyant sur une inscription lacunaire. L'ensemble des peintures sont réalisées dans une gamme de noir, ocre-rouge, jaune et blanc. Leur style, appartenant à l'art gothique du XIIIe siècle finissant, rappelle pour les traits des visages celui des peintures du château de Cruet (conservées au Musée savoisien), et pour les drapés la grande salle du château de Theys.

## Historique
La première mention de l'église apparait en 1055 dans le cartulaire de Saint-Pierre de Vienne mais des découvertes en fouilles permettent d'envisager une église dès le Xe siècle et elle est vraisemblablement donnée à Saint-Pierre sous l'épiscopat de l'archevêque Thibaut (v. 952-1001). Elle est initialement dédiée à la Vierge Marie. L'édifice actuel, de style roman, résulte essentiellement de chantiers menés entre les XIe et XIIIe siècles.
En 1838 la mairie effectue des travaux importants sur le mur gouttereau sud et, dans une moindre mesure, sur la façade ouest. À cette occasion sont également repris la toiture, le plafond et l'enduit (ciment et chaux) des murs intérieurs. 
Des peintures murales sont découvertes dans le chœur en 1972 ou 1973, à l'occasion de travaux menées par le maire, le curé et l'Union des jeunes. Après un premier dégagement rudimentaire effectué en amateur les peintures font l'objet d'une consolidation et d'une restauration par le service des Monuments Historiques. La peinture est datée de la fin du XIIIe siècle ou du début du XIVe siècle. Indépendamment de la question des peintures, les travaux entrepris en 1973 continuent jusqu'en 1986. 
Des vitraux produit par le vitrailliste lyonnais Jean-Jacques Fanjat sont mis en place en 2011. 